# Hevingham
Hevingham – wieś w Anglii, w hrabstwie Norfolk, w dystrykcie Broadland. Leży 14 km na północ od Norwich i 167 km na północny wschód od Londynu.
Miejscowość liczy 1150 mieszkańców.